# Église évangélique luthérienne de Cluj

L’Église évangélique luthérienne de Cluj (en roumain Biserica Evanghelică-Luterană Sinodo-Prezbiteriană) est un lieu de culte protestant situé 1 rue 21 Decembrie dans le centre-ville de Cluj-Napoca en Roumanie.

## Histoire
L'édifice a été construit entre 1816 et 1829 selon les plans de l'architecte George Winkler. Les pierres de cet édifice proviennent de l'ancien Bastion rond.
L'église est 33,8 mètres de long, 18 mètres de large et 15 mètres de haut, alors que la hauteur de la tour est 43 mètres. Sur la façade on trouve inscrit un seul mot : PIETATI. La peinture de l'abside a été faite par Johann Gentiluomo. L'orgue a été construite à Ludwigsbourg en 1913 par l'entreprise Walker.